# 돌비늘백합
돌비늘백합은 바다에 사는 백합과 이매패류의 일종이다. 북아메리카의 프린스에드워드섬에서 중앙아메리카의 유카탄반도까지의 대서양 연안에 서식한다.
식용하며, 미국 동부에서는 클램 차우더 등 조개를 쓰는 요리에 흔히 쓰인다.